# Culture-piège
Une culture-piège est une culture qui sert à attirer et tenir éloignés les ravageurs habituels, insectes le plus souvent, d'une culture principale qui, ainsi, reste saine. 
Cette pratique a pour avantage de réduire, voire d'éliminer, les traitements par insecticides,.
La culture-piège peut être plantée en périphérie du champ à protéger, ou à l'intérieur sous forme de rangs intercalés. Biologiquement, la plante du piège peut être très proche de celle qui doit être récoltée, puisque, par exemple, des rangs d'une variété précoce de pomme de terre, sacrifiés, peuvent détourner d'une culture de pomme de terre les doryphores sortant du sol au printemps.